# She's No Lady
She's No Lady is een Amerikaanse filmkomedie uit 1937 onder regie van Charles Vidor. Destijds werd de film in Nederland uitgebracht onder de titel Een dame is zij niet.

## Verhaal
Jerry werkt als inspectrice voor de verzekeringen. Daarnaast heeft ze ook een bijbaantje als juwelendief. Zo maakt ze het knap lastig voor de professionele juwelendief Bill Carter. Jerry is echter niet wie ze op het eerste gezicht lijkt te zijn.

## Rolverdeling
| Acteur          | Personage        |
| --------------- | ---------------- |
| Ann Dvorak      | Jerry            |
| John Trent      | Bill Carter      |
| Harry Beresford | Oom John         |
| Guinn Williams  | Jeff             |
| Aileen Pringle  | Mevrouw Douglas  |
| Arthur Hoyt     | Mijnheer Douglas |
| Paul Hurst      | Agent            |